# (555) Norma
(555) Norma es un asteroide perteneciente al cinturón de asteroides descubierto el 14 de enero de 1905 por Maximilian Franz Wolf desde el observatorio de Heidelberg-Königstuhl, Alemania.
Está nombrado por Norma, un personaje de la ópera homónima del compositor alemán Vincenzo Bellini (1801-1835).
Forma parte de la familia asteroidal de Temis.